# ピエール・ルイ・ルイヤール
ピエール・ルイ・ルイヤール（Pierre Louis Rouillard、1820年1月16日 - 1881年6月2日）は19世紀フランスを代表する動物彫刻家である。

## 経歴
パリで生まれた。王立自由美術学校（後の国立高等装飾美術学校）に新たに作られた彫刻の教室の初期の学生の一人となり、ジョルジュ・ジャコー（Georges Jacquot、1794年 – 1874年）に学んだ。1837年にパリのエコール・デ・ボザールに入学し、ジャン＝ピエール・コルトー（Jean-Pierre Cortot、 1787年 – 1843年）に学んだ。1840年から母校の王立自由美術学校の彫刻の教授となり、その仕事を亡くなる1881年まで続けた。ルイヤールに学んだ学生には、動物彫刻家のフランソワ・ポンポンがいる。
彫刻家になった後、動物の研究のために国立自然史博物館に通って正確な知識を得、美術学校では彫刻の他に比較解剖学も教えた。
建築家のフェリックス・デュバンとエクトール・ルフエルが指揮したルーブル宮殿の改築に、彫刻家のチームを率いて参加し装飾彫刻を制作した。パリのガルニエ宮（オペラ座）やパリの商事裁判所(Tribunal de commerce de Paris)の装飾彫刻も行った。イスタンブールのベイレルベイ宮殿の24体の動物彫刻の装飾も制作した。
石彫やブロンズで制作された作品は型取りされ、鋳鉄で複製されて公園やパブリック・スペースに設置された。トゥールーズの「グラン・ロン」公園の狼の像などが知られている。
19世紀の有名な宝飾商、フランソワ・デジレ・フロマン＝ムーリスやクリストフルから依頼されて、トロフィーなどのデザインをしたことでも知られている。
政府から教育功労章を受勲し、レジオンドヌール勲章（シュヴァリエ）を受勲した。
国立高等装飾美術学校にあったルイヤールの作品のオリジナルはパリ・コンミューンや第二次世界大戦でほとんどが失われた。

## 作品

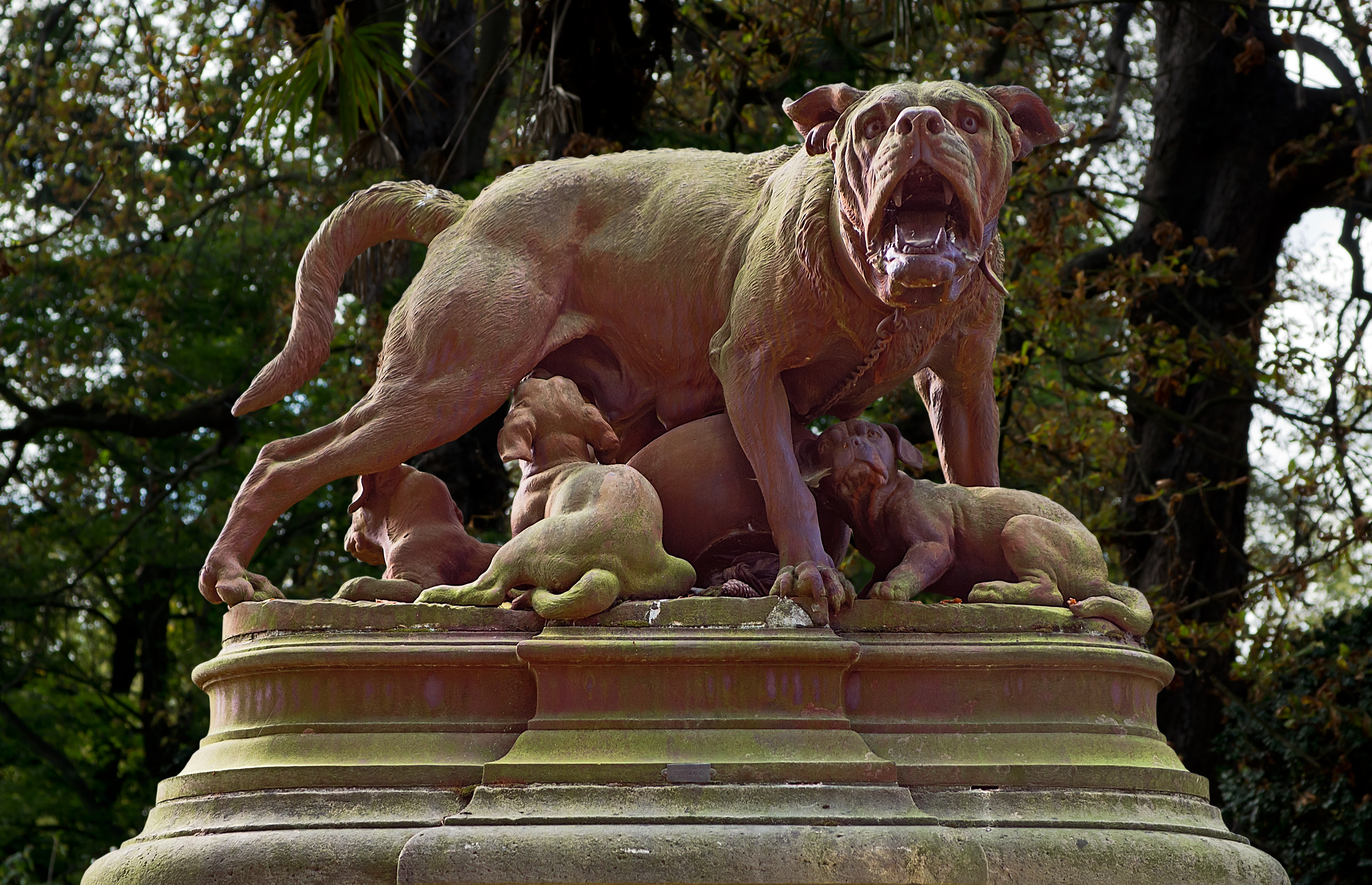
犬
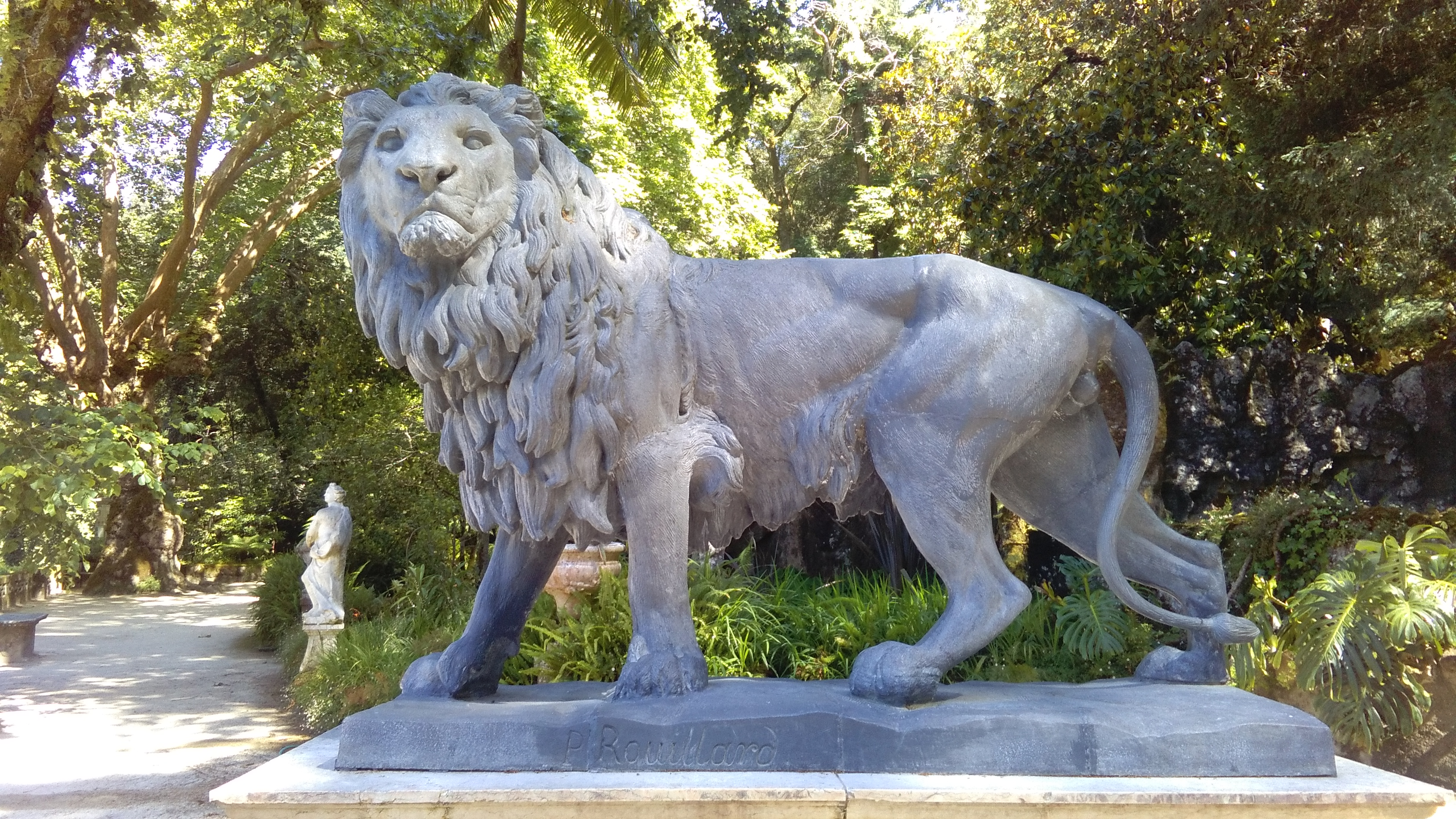
"Lion de L'Indie" ポルトガル、Quinta da Regaleira
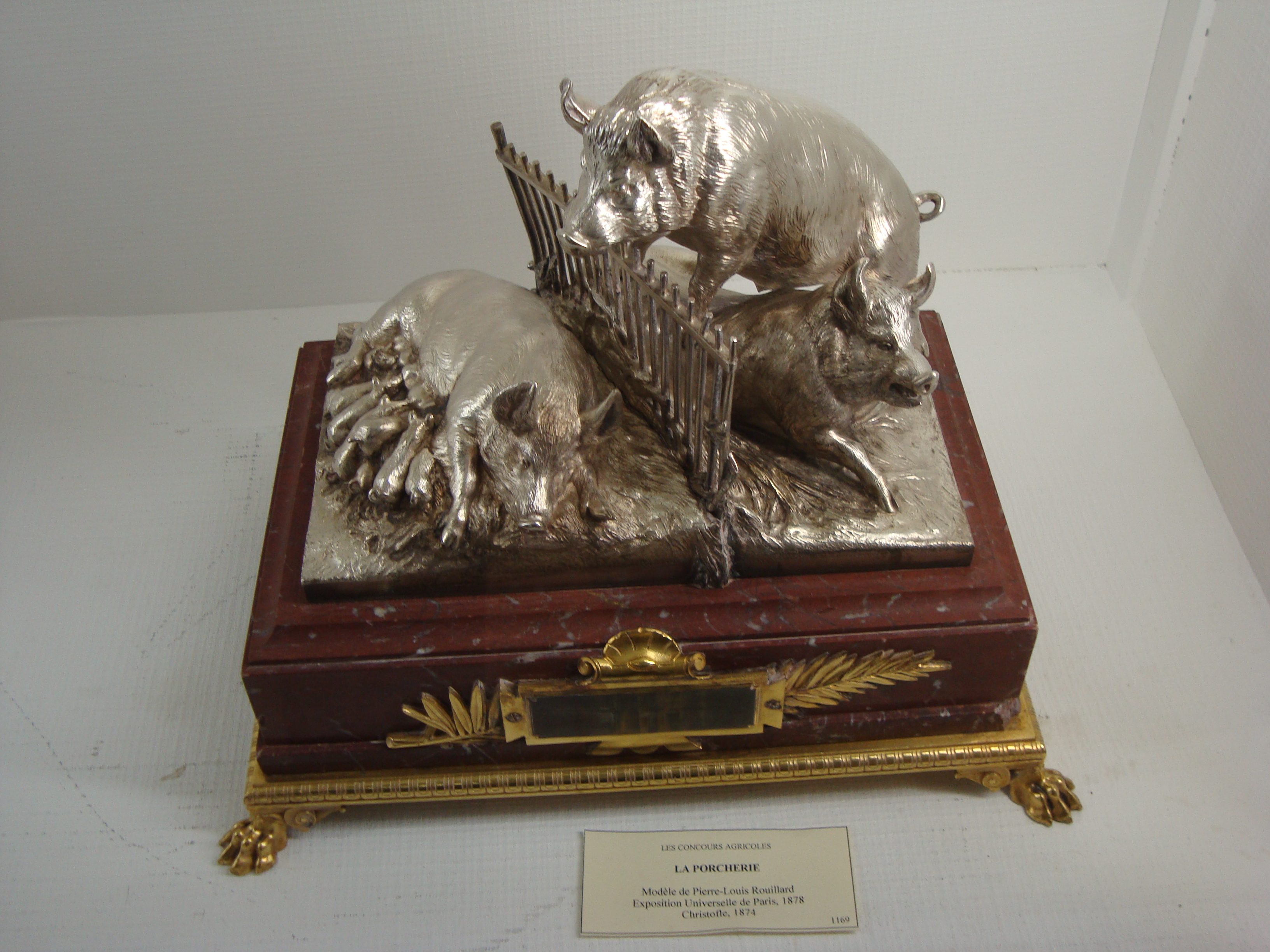
クリストフルの宝飾品

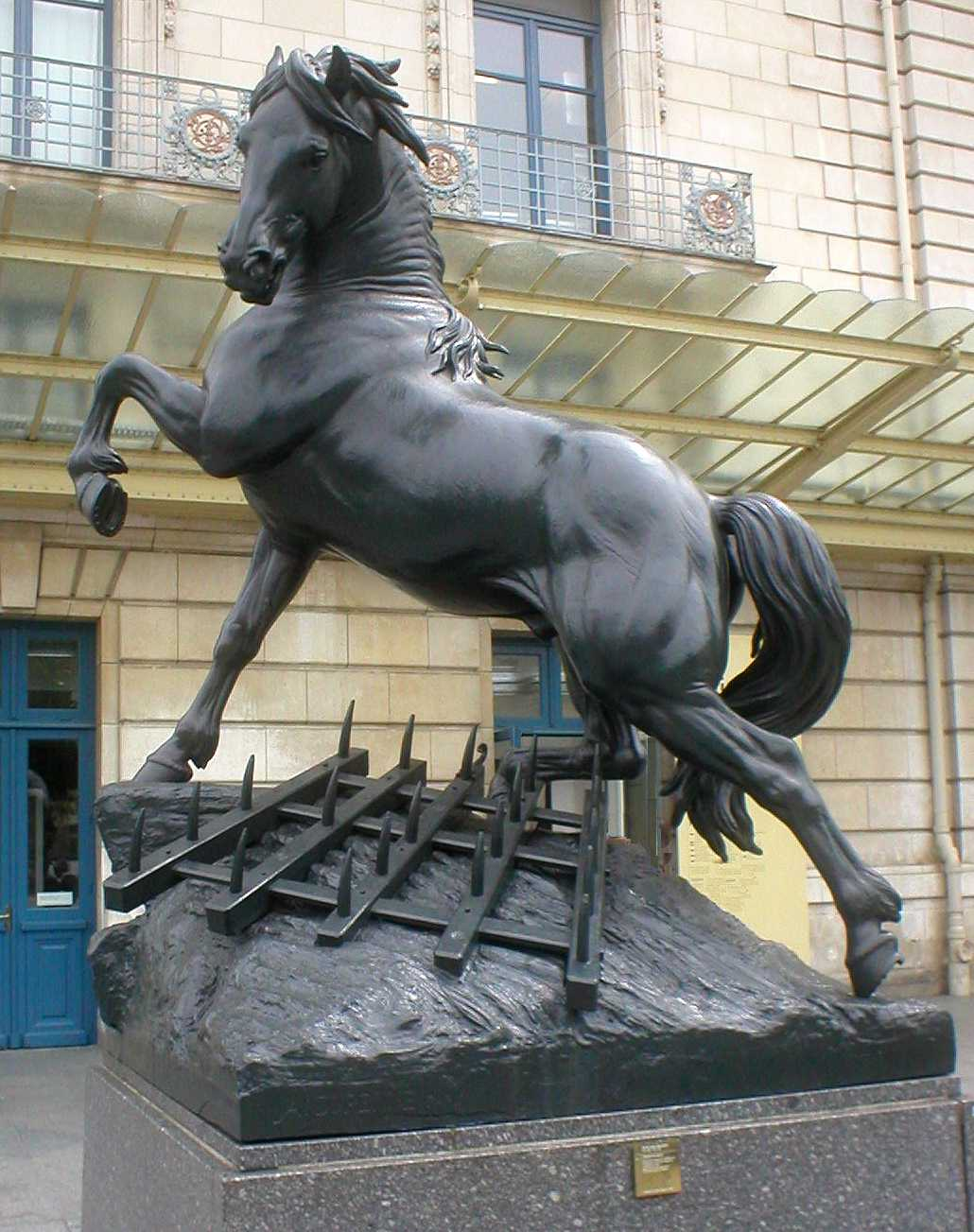
『馬と馬鍬』(1878)、オルセー美術館
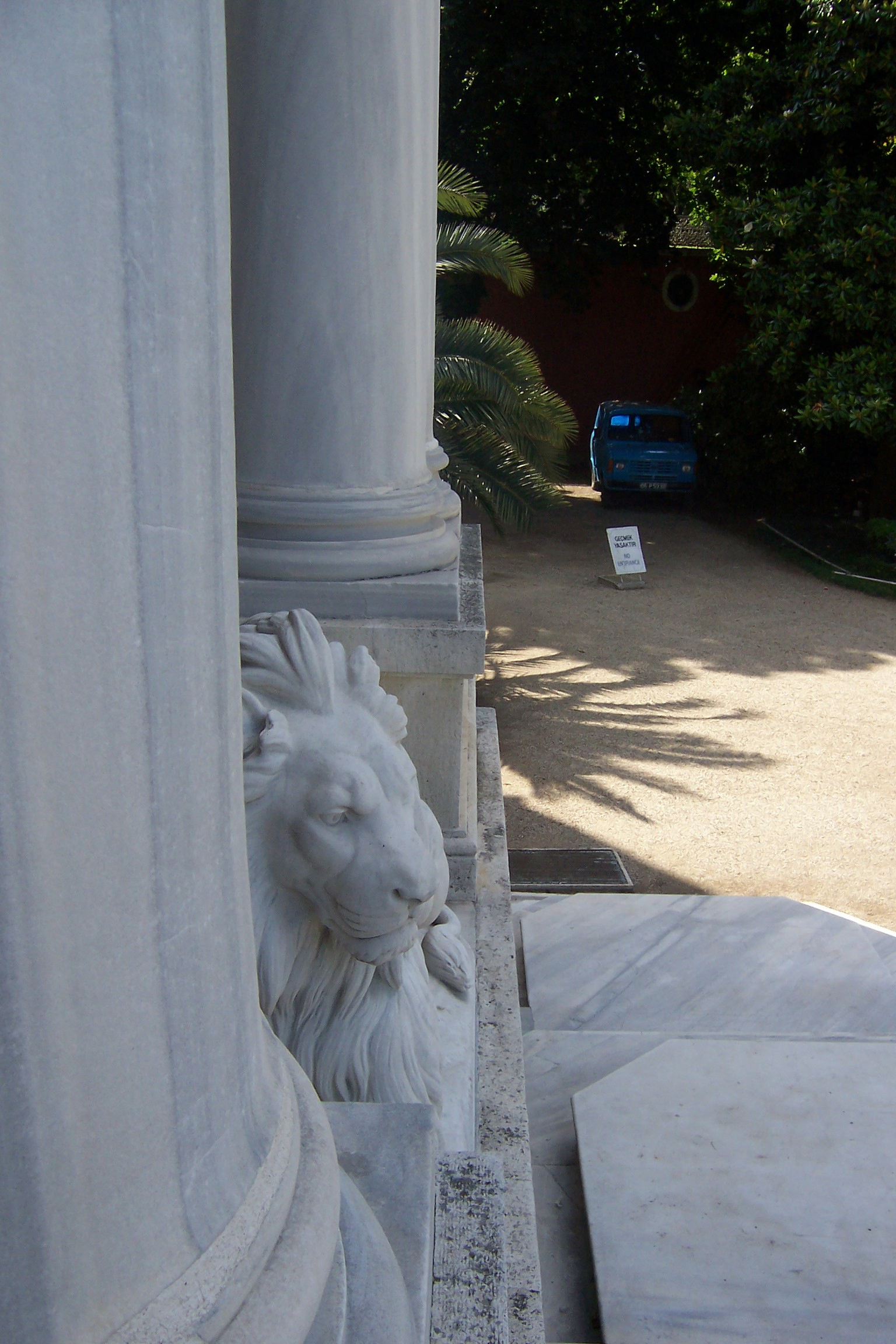
ベイレルベイ宮殿の装飾
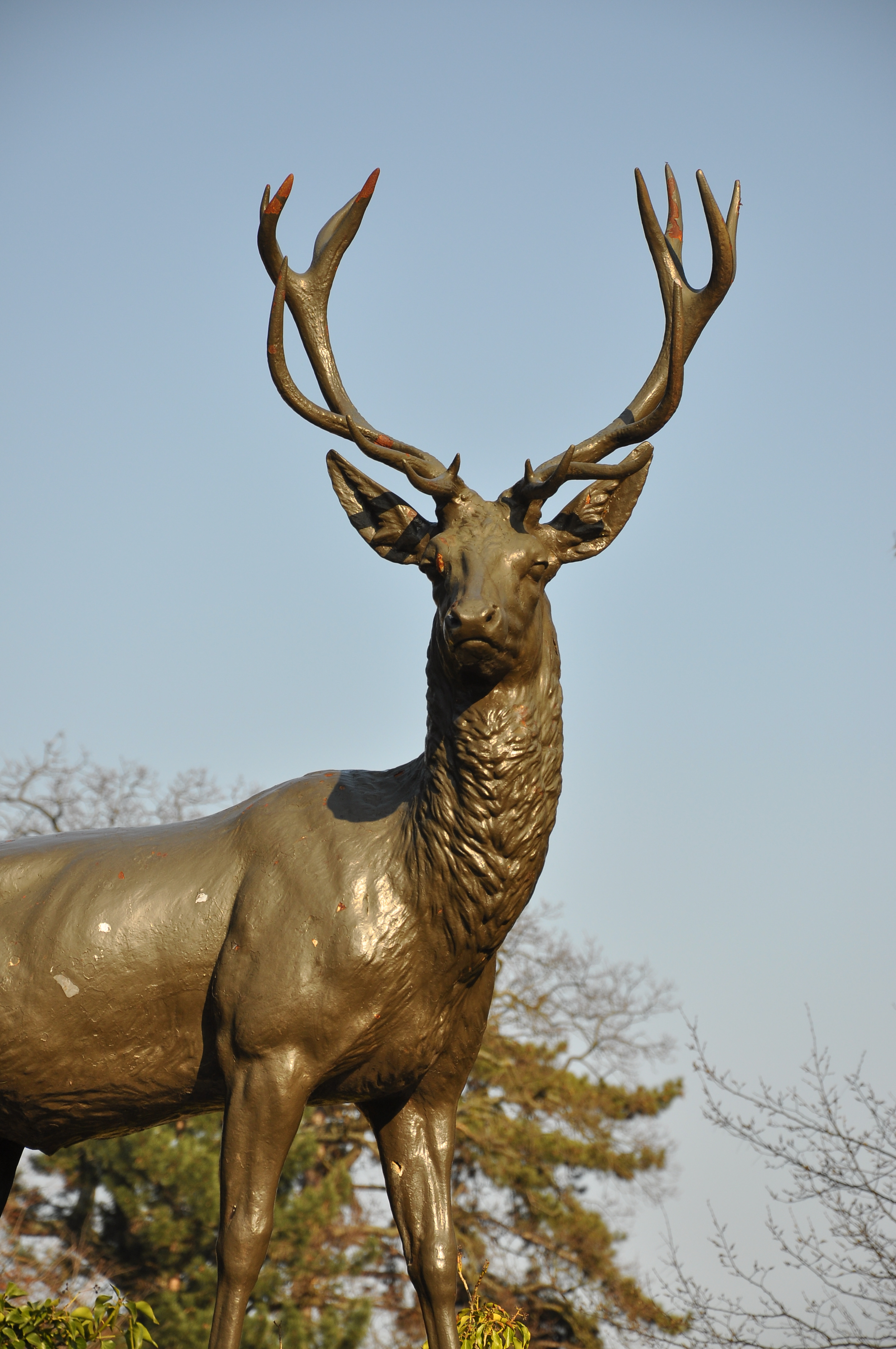
鹿